# (685) Гермия
(685) Гермия (англ. Hermia) — астероид главного пояса, который был открыт 12 августа 1909 года немецким астрономом Карлом Вильгельмом Лоренцем в Обсерватории Хайдельберг-Кёнигштуль. Назван в честь одноимённой героини комедии Уильяма Шекспира «Сон в летнюю ночь». Тиссеранов параметр относительно Юпитера — 3,610.